# Parastacus

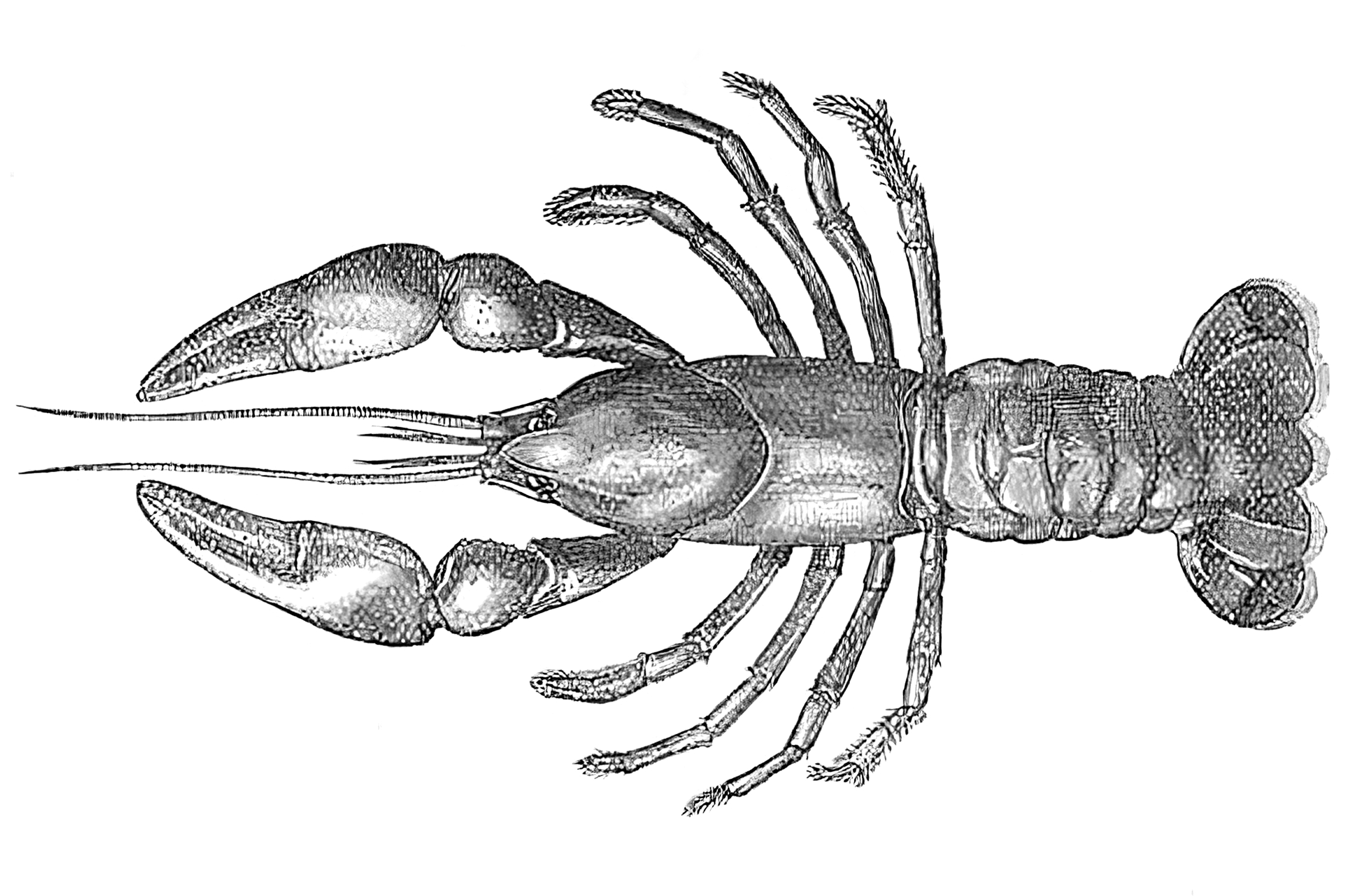
Parastacus brasiliensis, Бразилия

Parastacus (лат.) — род десятиногих пресноводных раков из семейства Parastacidae (Decapoda). Около 20 видов.

## Распространение и экология
Неотропика, Австралия.

## Описание
Десятиногие раки с карапаксом без шипов и бугорков, с посторбитальными гребнями или без них; переднелатеральная часть бранхиокардиальной борозды часто едва различима из-за тесно сближающейся с ней глубоко вдавленной шейной борозды, 2 обычно сливаются дорсолатерально; если смотреть дорсально, шейная борозда несколько V-образная, кроме P. laevigatus; посторбитальный гребень от хорошо развитого до практически отсутствующего. Брюшко без бугорков и шипов; плеврон первого брюшного сегмента отчётливый и частично перекрыт вторым. Тельсон полностью, иногда слабо, кальцифицирован; без поперечного шва, но с дорсомедиальной продольной бороздой (иногда рудиментарной). Третий максиллипед с мезиальной половиной вентральной поверхности щитика с сетчатой пунктировкой; экзоподит достигает или слегка перекрывает базальную часть меруса. Каудальный молярный отросток мандибул в основном двулопастной, но трёхлопастной у P. saffordi и четырёхлопастной у P. varicosus, у которого узловатый зубец расположен на проксимальной стороне треугольника зубчиков. Клешня с вентролатеральным краем гладким или с мелкими бугорками. Гениталии самца состоят из неподвижного, слегка приподнятого вентромезиального гребня с некальцифицированной фаллической папиллой; присутствует кутикулярная перегородка самца.

## Систематика
Известно около 20 видов. Род был впервые описан в 1879 году английским зоологом Томасом Генри Гексли (Thomas Henry Huxley, 1825—1895), типовом видом позднее был обозначен Astacus pilimanus Martens, 1869.
- Parastacus bah Ribeiro & Araujo, 2024[2]
- Parastacus brasiliensis (von Martens, 1869)
- Parastacus buckupi Huber, Ribeiro & Araujo, 2018[8]
- Parastacus caeruleodactylus Ribeiro & Araujo, 2016[9]
- Parastacus defossus Faxon, 1898
- Parastacus fluviatilis Ribeiro & Buckup, 2016[9]
- Parastacus gomesae Huber, Araujo & Ribeiro, 2022[10]
- Parastacus guapo Huber, Araujo & Ribeiro, 2022[10]
- Parastacus heterochaelis Ribeiro & Araujo, 2024[2]
- Parastacus laevigatus Buckup & Rossi, 1980[11]
- Parastacus macanudo Huber, Rockhill, Araujo & Ribeiro, 2020[12]
- Parastacus manezinho Ribeiro & Araujo, 2024[2]
- Parastacus nicoleti (Philippi, 1882)
- Parastacus pilicarpus Huber, Ribeiro & Araujo, 2018[8]
- Parastacus pilimanus (von Martens, 1869)
- Parastacus promatensis Fontoura & Conter, 2008
- Parastacus pugnax (Poeppig, 1835)
- Parastacus quasimodo Ribeiro & Araujo, 2024[2]
- Parastacus rudolphi Ribeiro & Araujo, 2024[2]
- Parastacus saffordi Faxon, 1898
- Parastacus tuerkayi Ribeiro, Huber & Araujo, 2017[13]
- Parastacus varicosus Faxon, 1898